# Trichophysetis simplalis
Trichophysetis simplalis is een vlinder van de familie van de grasmotten (Crambidae), uit de onderfamilie van de Glaphyriinae. De wetenschappelijke naam van deze soort is voor het eerst voorgesteld als Hydrocampa simplalis door Pieter Snellen in een publicatie uit 1890.
De soort komt voor in India (Sikkim).